# Xtrems
Xtrems és una pel·lícula catalana dirigida per Abel Folk i Joan Riedweg, estrenada l'any 2009.

## Argument
S'expliquen diverses històries basades en fets reals de persones que van viure experiències extremes que els van abocar a l'abisme. Entremig es barregen les trobades prèvies que van tenir les persones reals que van viure aquestes històries amb els actors que posteriorment les representaran a la pel·lícula, barrejant-se l'explicació de la realitat en primera persona i la interpretació dels fets per part dels actors.

## Repartiment
| - Mireia Aixalà (Natàlia) - Aleix Albareda (Gerard) - Marta Angelat (Mare Iñaki) - Georgina Avellaneda (Ruth nena) - Anna Azcona (Anna) - Dafnis Balduz (Biel jove) - Clara Balletbó (Model) - Anna Barrachina (Psiquiatra Ester) - Sílvia Bel (Helena) - Dolo Beltrán (Vident) - Beth (Rut gran) - Jofre Borràs (Diego jove) - Ricard Borràs (Ginecòleg militar) - Anna Briansó (Sogre Iñaki) - Àlex Casanovas (Joan) - Mercè Comes (Mare Ester) - Clàudia Cos (Anna Jove) - Juli Fàbregas (Maquillador) - Eduard Farelo (Biel) |  | - Abel Folk (Doctor centre) - Carles Goñi (Noi Déu) - Àngels Gonyalons (Lola) - Joan Carles Gustems (Diego) - Santi Ibáñez (Xano) - Enric Majó (Metge mare Iñaki) - Marta Marco (Joana) - Carles Martínez (Cap concessionari) - Àurea Millan (Neta) - Sílvia Munt (Ester) - Rosa Novell (Doctora Maria) - Joan Pera (Pare Quim) - Roger Pera (Pere) - Pep Planas (Quim) - Jordi Rubio (Quim jove) - Miquel Sitjar (Iñaki) - Mar Ulldemolins (Ester jove) - Paula Vives (Natàlia jove) |

## Nominacions

### Premis Gaudí de cinema
- Nominació al Premi Gaudí a la Millor pel·lícula en llengua catalana
- Nominació al Premi Gaudí a la Millor direcció per Abel Folk i Joan Riedweg
- Nominació al Premi Gaudí al Millor guió per Marta Molins, Abel Folk i Joan Riedweg
- Nominació al Premi Gaudí a la Millor interpretació femenina principal per Sílvia Munt
- Nominació al Premi Gaudí a la Millor fotografia per Pol Turrents
- Nominació al Premi Gaudí a la Millor música original per Dept., Núria Canturri i Joan Riedweg
- Nominació al Premi Gaudí al Millor muntatge per Joan Riedweg
- Nominació al Premi Gaudí als Millors efectes especials/digitals per José Maria Aragonés
- Nominació al Premi Gaudí al Millor so per Aleix Cuaresma i Àlex Pérez
- Nominació al Premi Gaudí al Millor vestuari per Laia Muñoz i Rosa Planas
- Nominació al Premi Gaudí a la Millor direcció de producció per Glòria Casanova i Elisa Plaza

### Festival de cinema internacional del Cairo
- Seleccionada a la secció Digital feature films 2009

### Setmana del cinema de Valladolid
- Seleccionada a la secció Punto de Encuentro 2009